# Memduh Ün
Arif Memduh Ün (14 mars 1920 - 16 octobre 2015) était un producteur, réalisateur, acteur et metteur en scène turc.

## Filmographie

### Réalisateur
- The Broken Pots (en) (1960)
- Mon enfance (1993)

### Producteur
- Keşanlı Ali Destanı (1964)
- Walking After Midnight (1992)